# Campeonato da Letónia de Ciclismo Contrarrelógio
Os Campeonatos da Letónia de Ciclismo Contrarrelógio são organizados anualmente desde o ano 2000 para determinar o campeão ciclista da Letônia de cada ano, na modalidade.
O título é outorgado ao vencedor de uma única prova, na modalidade de contrarrelógio individual. O vencedor obtêm o direito de usar a maillot com as cores da bandeira da Letónia até ao campeonato do ano seguinte, unicamente quando disputa provas contrarrelógio.

## Pódios dos campeonatos masculinos
| Ano  | Ganhador            | Segundo             | Terceiro            |
| ---- | ------------------- | ------------------- | ------------------- |
| 1997 | Dainis Ozols        | Egons Rozenfelds    | Arvis Piziks        |
| 1998 | Dainis Ozols        | Juris Silovs        | Arvis Piziks        |
| 1999 | Dainis Ozols        | Andris Spehts       | Arvis Piziks        |
| 2000 | Raivis Belohvoščiks | Dainis Ozols        | Andris Špehts       |
| 2001 | Raivis Belohvoščiks | Arvis Piziks        | Dzintars Ozoliņš    |
| 2002 | Raivis Belohvoščiks | Arvis Piziks        | Romāns Vanštiño     |
| 2003 | Raivis Belohvoščiks | Andris Naudužs      | Aldis Āboliņš       |
| 2004 | Ouļegs Meļehs       | Kalvis Eisaks       | Aldis Āboliņš       |
| 2005 | Raivis Belohvoščiks | Ouļegs Meļehs       | Arteūrs Ansons      |
| 2006 | Raivis Belohvoščiks | Ouļegs Meļehs       | Viveālijs Korņilovs |
| 2007 | Raivis Belohvoščiks | Ouļegs Meļehs       | Aleksejs Saramotins |
| 2008 | Raivis Belohvoščiks | Ouļegs Meļehs       | Aleksejs Saramotins |
| 2009 | Raivis Belohvoščiks | Aleksejs Saramotins | Gatis Smukulis      |
| 2010 | Raivis Belohvoščiks | Aleksejs Saramotins | Gatis Smukulis      |
| 2011 | Gatis Smukulis      | Aleksejs Saramotins | Viveālijs Korņilovs |
| 2012 | Gatis Smukulis      | Aleksejs Saramotins | Andžs Flaksis       |
| 2013 | Gatis Smukulis      | Aleksejs Saramotins | Ervīns Smoļins      |
| 2014 | Gatis Smukulis      | Aleksejs Saramotins | Andžs Flaksis       |
| 2015 | Gatis Smukulis      | Aleksejs Saramotins | Krists Neilands     |
| 2016 | Gatis Smukulis      | Aleksejs Saramotins | Krists Neilands     |
| 2017 | Aleksejs Saramotins | Toms Skujiņš        | Krists Neilands     |
| 2018 | Toms Skujiņš        | Gatis Smukulis      | Aleksejs Saramotins |
| 2019 | Krists Neilands     | Aleksejs Saramotins | Ēriks Toms Gavars   |
| 2020 | Andris Vosekalns    | Maridos Bogdanovics | Vitalijs Kornilovs  |
| 2021 | Toms Skujiņš        | Emils Liepins       | Andris Vosekalns    |
| 2022 | Toms Skujiņš        | Krists Neilands     | Emīls Liepiņš       |

### Esperanças
| Ano  | Ganhador          | Segundo               | Terceiro           |
| ---- | ----------------- | --------------------- | ------------------ |
| 2006 | Gatis Smukulis    |                       |                    |
| 2008 | Gatis Smukulis    |                       |                    |
| 2009 | Indulis Bekmanis  | Ervīns Smoļins        | Reinis Andrijanovs |
| 2010 | Indulis Bekmanis  | Andžs Flaksis         | Toms Skujiņš       |
| 2011 | Andžs Flaksis     | Andris Vosekalns      | Toms Skujiņš       |
| 2012 | Andžs Flaksis     | Andris Vosekalns      | Andris Smirnovs    |
| 2013 | Andžs Flaksis     | Armands Bēcis         | Pauls Zvirbulis    |
| 2014 | Krists Neilands   | Andris Vosekalns      | Mārtiņš Jirgensons |
| 2015 | Krists Neilands   | Aleksandrs Rubļevskis | Valters Čakšs      |
| 2016 | Krists Neilands   | Ēriks Toms Gavars     | Mareks Kampe       |
| 2017 | Mārcis Kalniņš    | Deins Kaņepējs        | Ēriks Toms Gavars  |
| 2018 | Ēriks Toms Gavars | Kristers Ansons       | Kristaps Pelčers   |
| 2019 | Ēriks Toms Gavars | Kristaps Siltumens    | Kristaps Pelčers   |

## Pódios dos campeonatos femininos
| Ano  | Vencedor         | Segundo            | Terceiro            |
| ---- | ---------------- | ------------------ | ------------------- |
| 2009 | Ivanda Eiduka    | Jelena Dovgaluk    | Anda Savlenko       |
| 2010 | Jelena Dovgaluk  | Anda Savlenko      | Lija Laizāne        |
| 2011 | Jelena Dovgaluk  | Vita Heine         | Madara Fūrmane      |
| 2012 | Dana Rožlapa     | Lija Laizāne       | Lelde Ardava        |
| 2013 | Dana Rožlapa     | Vita Heine         | Jelena Dovgaluk     |
| 2014 | Dana Rožlapa     | Vita Heine         | Lija Laizāne        |
| 2015 | Lija Laizāne     | Madara Fūrmane     | Dana Rožlapa        |
| 2016 | Lija Laizāne     | Endija Rutule      |                     |
| 2017 | Lija Laizāne     | Lelde Ardava       | Viktorija Sipoviča  |
| 2018 | Lija Laizāne     | Viktorija Sipoviča | Helēna Ērgle        |
| 2019 | Dana Rožlapa     | Lija Laizāne       | Daniela Leitane     |
| 2020 |                  |                    |                     |
| 2021 | Dana Rožlapa     | Lija Laizāne       | Līna Svarinska      |
| 2022 | Dana Rožlapa     | Lija Laizāne       | Anastasia Carbonari |
| 2023 | Dana Rožlapa     | Lija Laizāne       | Kitija Siltumena    |
| 2024 | Kitija Siltumena | Krista Pūcīte      | Madara Aboma        |